# Puttur (Andhra Pradesh)
Puttur (o Putturu) è una città dell'India di 29.337 abitanti, situata nel distretto di Chittoor, nello stato federato dell'Andhra Pradesh. In base al numero di abitanti la città rientra nella classe III (da 20.000 a 49.999 persone).

## Geografia fisica
La città è situata a 13° 26' 60 N e 79° 32' 60 E e ha un'altitudine di 143 m s.l.m..

## Società

### Evoluzione demografica
Al censimento del 2001 la popolazione di Puttur assommava a 29.337 persone, delle quali 14.763 maschi e 14.574 femmine. I bambini di età inferiore o uguale ai sei anni assommavano a 3.348, dei quali 1.739 maschi e 1.609 femmine. Infine, coloro che erano in grado di saper almeno leggere e scrivere erano 20.972, dei quali 11.604 maschi e 9.368 femmine.